# Limnohelina huttoni
Limnohelina huttoni är en tvåvingeart som beskrevs av Malloch 1930. Limnohelina huttoni ingår i släktet Limnohelina och familjen husflugor. Inga underarter finns listade i Catalogue of Life.